# Systeloglossum panamense
Systeloglossum panamense là một loài thực vật có hoa trong họ Lan. Loài này được Dressler & N.H.Williams miêu tả khoa học đầu tiên năm 1970.